# Syntrichia robusta
Syntrichia robusta là một loài Rêu trong họ Pottiaceae. Loài này được (Hook. & Grev.) R.H. Zander miêu tả khoa học đầu tiên năm 1993.